# Sawpit
Sawpit è un centro abitato (town) degli Stati Uniti d'America, situato nella contea di San Miguel dello Stato del Colorado. Nel censimento del 2000 la popolazione era di 25 abitanti.

## Geografia fisica
Secondo i rilevamenti dell'United States Census Bureau, Sawpit si estende su una superficie di 0,1 km².